# David Depetris
David Alberto Depetris (San Jorge, 11 novembre 1988) è un calciatore argentino naturalizzato slovacco, attaccante del Považská Bystrica.

## Carriera

### Club
Il 14 luglio del 2012 realizza quattro reti contro il Senica (5-0). Il 1º febbraio 2021 si trasferisce al Savoia. Esordisce col club di Torre Annunziata il 7 febbraio in occasione della partita di campionato conclusa 0-0 contro il Nola. Il 21 marzo realizza il suo primo e secondo gol con la maglia del Savoia, nel 2-0 finale contro il Carbonia.

## Palmarès

### Club

#### Competizioni nazionali
- 1. Slovenská Futbalová Liga: 1

AS Trenčín: 2010-2011
- Supercopa MX: 1

Monarcas Morelia: 2014
- Coppa di Slovacchia: 1

Spartak Trnava: 2018-2019